# Szkice Humanistyczne
Szkice Humanistyczne – rocznik, w którym były publikowane prace naukowe i popularnonaukowe stypendystów i podopiecznych Krajowego Funduszu na rzecz Dzieci. Pismo ukazywało się w latach w 2000–2007 (ostatni rocznik za rok 2007). Wydawcą było Collegium Invisibile i Krajowy Fundusz na rzecz Dzieci.  